# Улица Красных Зорь (Ростов-на-Дону)
У́лица Кра́сных Зорь — улица в Ростове-на-Дону с 46 известными зданиями рядом с улицами: Нижнебульварной, Седова, Петровской, Азовской и проспектом Богатяновский спуск.

## История
Улица Красных Зорь расположена на спуске крутого правого берега Дона. Она начинается у Малого проспекта (сейчас — проспект Чехова) и заканчивается у Театрального проспекта (бывшей Нахичеванской межи). Она называлась Екатерининской и получила это имя в честь императрицы Екатерины II, находясь неподалеку от улицы имени другого самодержца — Петра I.
Её внук император Александр I, которого она готовила к себе в преемники, Ростову помог стать городом, утвердив его план и герб в 1806 году. С этого времени Ростов уже официально упоминается как город, получив полагающиеся ему уездные учреждения с их штатами и уездным казначейством.

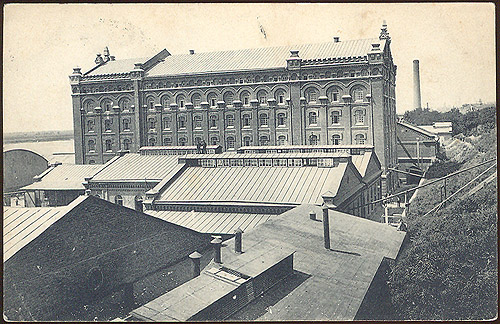
Ростов-на-Дону (до 07.11.1917). Мельница Парамонова

8 апреля 1925 года комиссия по переименованиям улиц приняла решение о смене названия Екатерининской улицы. Она получает имя Надежды Крупской.
В 1930 году в Ростове произошло событие, которое позволило переименовать не только улицу Крупской, но и Мельничный спуск (бывший Посоховской).
На бывшей Парамоновской мельнице взорвалась мучная пыль в замкнутых производственных помещениях. Сильный пожар охватил всё строение. Мельница была разрушена практически до основания. Гигантский пожар удалось потушить не сразу. Людей из-под завалов вытаскивал весь Ростов.
В память об этом не только Мельничный спуск становится переулком 7 Февраля (дата трагедии), но и бывшая Екатерининская, а также бывшая имени Крупской становится улицей Красных Зорь.
В 2009 году в одном из частных домовладений улицы Красных Зорь была открыта галерея современного искусства «Вата». Галерея «Вата» просуществовала лишь два года, но, при этом, по мнению специалистов оказалась ярким и значимым явлением на ростовской арт-сцене.